# Holocranaus simplex
Holocranaus simplex is een hooiwagen uit de familie Cranaidae.